# أغيلاس بن شعبان
أغيلاس بن شعبان (مواليد 13 سبتمبر 1989) لاعب كرة قدم جزائري . يلعب حاليًا مع اتحاد عنابة في الرابطة الجزائرية المحترفة الأولى.

## محليًا
يلعب في مركز مهاجم, ولعب مع فريق اتحاد عنابة وشبيبة القبائل واتحاد الجزائر.

## دوليًا
في عام 2008 ، استدعي بن شعبان للمنتخب الجزائري تحت 20 سنة لكرة القدم لمباراة تأهيلية لبطولة إفريقيا للشباب 2009 ضد موريتانيا. دخل بديلًا في الدقيقة 63 حيث انتهت المباراة بنتيجة 0-0.

## روابط خارجية
- أغيلاس بن شعبان على موقع Soccerway.com (الإنجليزية)